# Australider
| Exempel från 1914 på olika typer av "australider": |  |                                              |
| 1)                                                 |  | Man från norra Australien.                   |
| 2)                                                 |  | Kvinna från norra Australien.                |
| 3)                                                 |  | Kvinna från södra Australien.                |
| 4)                                                 |  | Man i moruya-stammen, södra Australien.      |
| 5)                                                 |  | Kvinna från Tasmanien.                       |
| 6)                                                 |  | Man från Nya Guinea.                         |
| 7)                                                 |  | Manlig hövding från Fiji.                    |
| 8)                                                 |  | Ung kvinna från Fiji.                        |
| 9)                                                 |  | Medlem av taling-folket.                     |
| 10)                                                |  | Ung kvinna av tonga-folket i Nya Kaledonien. |
| 11)                                                |  | Man från Utuan.                              |
| 12)                                                |  | Man från ön Niu Briten i Papua Nya Guinea.   |

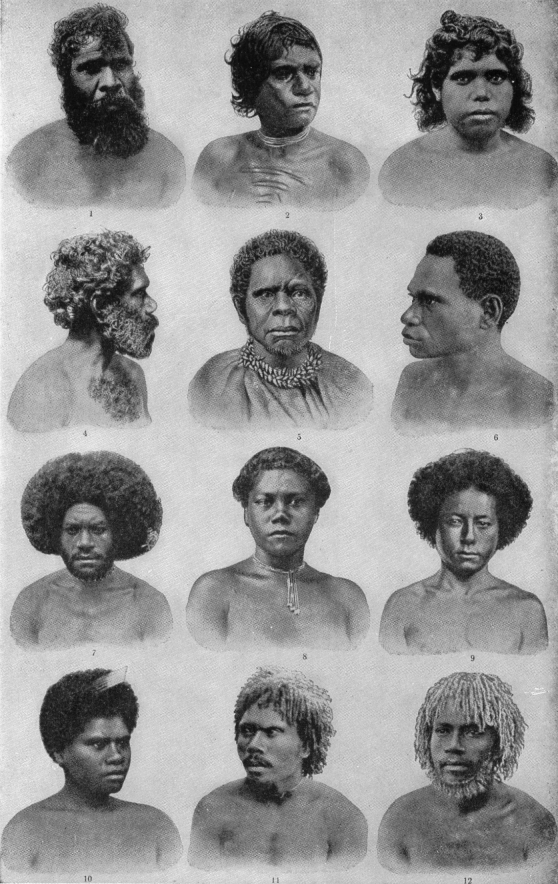

Australider var en av de så kallade geografiska människoraserna som man förr indelade mänskligheten i. Benämningen anses numera föråldrad och används ej då den är rasistisk, och de anatomiska skillnaderna mellan etniska grupper är så små och otydliga att de inte kan utgöra grund för att betrakta grupperna som skilda raser.
Australider fanns främst i Australien, Nya Guinea och andra delar av Oceanien. Till den australida gruppen hörde folkslag som exempelvis Australiens aboriginer, papuaner, melanesier och negrito. I vissa sammanhang ansågs negrito utgöra en egen grupp.

## Historia
Australiderna brukade ibland räknas som en undergrupp till den negrida rasen och kallades då oceaniska negrider, bland annat på grund av liknande skallform och mörk hudfärg. Dock ansågs sambandet mellan de afrikanska och oceaniska negriderna vara dunkelt och andra undersökningar tydde på att de bör uppfattas som två skilda grupper. Bland annat skilde lockigt hår och rik hårväxt dem från den negrida rasen. Dessutom kunde den mörka hudfärgen vara resultat av en parallell utveckling och behövde inte bero på nära släktskap med afrikanska folk. Till slut ansåg man att de oceaniska negriderna var så pass olika de tre övriga huvudraserna (negroider, europider, mongolider) att man förde dem till en egen rasgrupp, den australida.
Folkgruppen har även omnämnts som australnegrer, en äldre och felaktig benämning på australiderna som i dag anses vara rasistisk.